# Karthago Airlines
Pour les articles homonymes, voir KAJ.
Karthago Airlines (arabe : قرطاج للطيران) (code IATA : 5R, code OACI : KAJ) est une compagnie aérienne tunisienne dont le premier vol commercial a lieu le 22 mars 2002. En 2008, la compagnie fusionne avec sa concurrente Nouvelair Tunisie.
Le capital de la société est dominé par le groupe Karthago du fondateur Belhassen Trabelsi — frère de l'ancienne première dame Leïla Ben Ali — à hauteur de 34,6 % (14 juin 2007) et la société d'investissement émiratie Dubai Investment Group Limited à hauteur de 33,56 % (août 2007).
Elle réalise un chiffre d'affaires d'environ 85 millions d'euros en 2005 (+ 21,4 %), avec un bénéfice net de trois millions d'euros (+ 25 %), et détient 20 % des parts de marché, à partir de sa création le 22 août 2001, avec Nouvelair Tunisie (32 %) et la compagnie nationale Tunisair (48 %).
Karthago Airlines recourt à la location d'avions pour desservir une vingtaine de destinations européennes et concentre ses activités sur Djerba. Sa flotte est constituée de six Boeing 737-300.

## Histoire

### Développement
En 2003, Karthago Airlines et Nouvelair nouent une alliance en matière d'assistance opérationnelle et d'exploitation de leurs flottes respectives.
Le 29 juin 2006, la compagnie lance deux vols hebdomadaires reliant Paris-Orly à Djerba (jeudis et dimanches). De plus, à la faveur de l'accord de ciel ouvert entre la France et la Tunisie, elle réfléchit alors au lancement de lignes de Lyon vers Djerba et Monastir et veut ouvrir des dessertes vers Tunis en 2007. À terme, la compagnie souhaitait développer les vols réguliers jusqu'à hauteur de 35 % de son activité.
En août 2006, le PDG Belhassen Trabelsi et son homologue de Nouvelair, Aziz Miled, charge la Compagnie financière Edmond de Rothschild d'étudier « la faisabilité d'un rapprochement » entre leurs deux compagnies. Cette décision est l'aboutissement de plus de deux mois de pourparlers secrets et pourrait permettre aux deux compagnies de supplanter Tunisair.
Le défi suivant de la compagnie est constitué par le lancement en octobre 2006 de sa filiale égyptienne, KoralBlue, qui opère au départ de Charm el-Cheikh vers des destinations européennes. Le lancement effectif a lieu le 13 mars 2007 avec un Airbus A320 décollant de Tunis.
À l'automne 2008, la fusion de Karthago Airlines et Nouvelair est décidée après l'approbation définitive le 30 mai de la parité d'échange des droits sociaux des deux compagnies et la suspension de la cotation de Karthago Airlines à la Bourse de Tunis, le 28 mai, à la suite d'une offre publique de retrait. Le groupe Karthago détient dès lors 21 % du nouvel ensemble alors que Nouvelair détient les 79 % restants. Le 27 octobre 2008, Trabelsi est nommé PDG du nouvel ensemble qui garde la dénomination de Nouvelair.

### Incidents

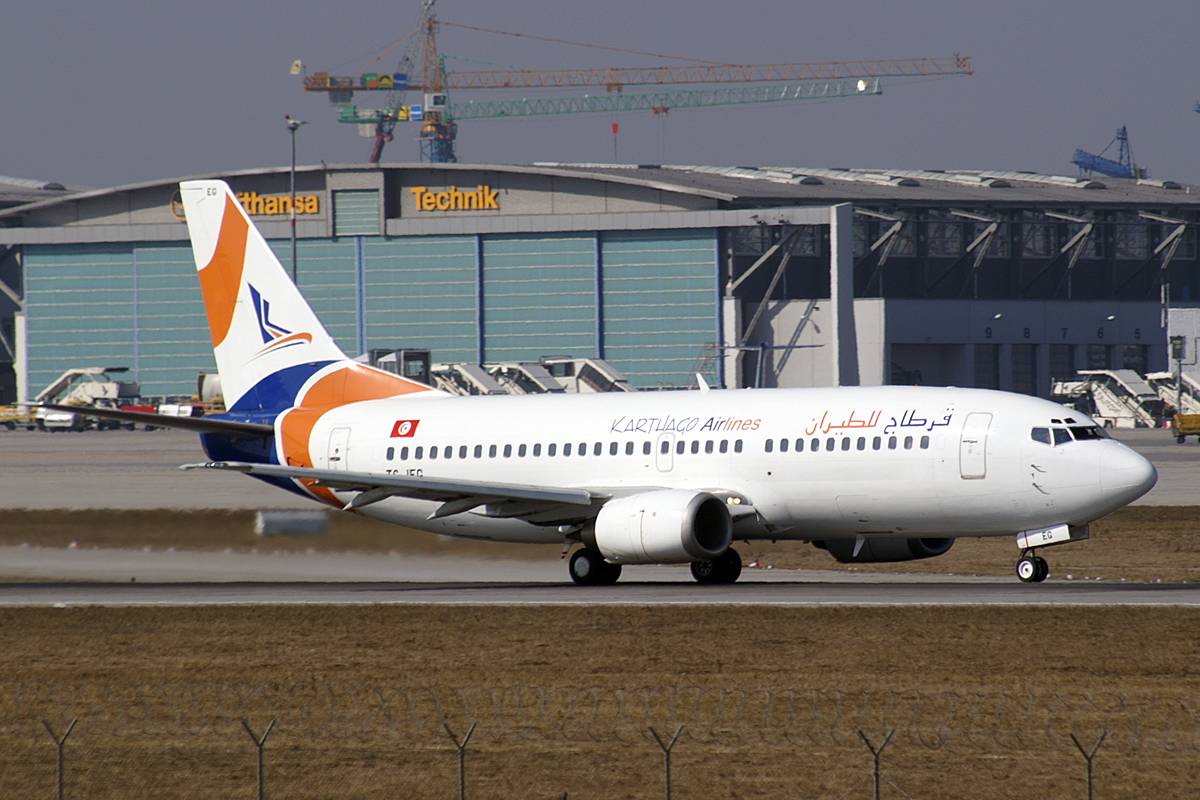
Avion de Karthago Airlines.

Un incident a lieu le 12 février 2006 sur un vol charter effectuant la liaison Djerba-Paris. Une quinzaine de minutes après le décollage, vers 07h30 locales, les masques à oxygène tombent, la température chute et il y a « une vague odeur de brûlé » selon une passagère contactée par l'AFP. Le Boeing 737 regagne Djerba avec 141 passagers à bord dont certains, paniqués, sont pris de malaise et de vomissements. Karthago Airlines affrète ensuite un Airbus A320 de Tunisair, 134 passagers clients du voyagiste Promovacances ayant refusé de repartir avec la même compagnie. Cette dernière minimise l'incident, indiquant que l'avion a fait demi-tour au nom du principe de précaution. Deux actions en justice sont intentées par les passagers contre la compagnie.
Un incident similaire s'était produit le 24 août 2005, au départ de Paris, lorsque de nombreux passagers refusèrent d'embarquer pour Djerba à bord de l'Airbus A300 loué à la compagnie turque Fly Air (en raison de son mauvais état). L'avion effectua un retour à Paris-Orly une heure après son décollage et la compagnie affréta deux nouveaux appareils pour le transport des 235 passagers. 